# 小行星129564
小行星129564（129564 Christy）是一颗绕太阳运转的小行星，为主小行星带小行星。该小行星于1997年3月19日发现。
該小行星以美國天文學家詹姆斯·克里斯蒂命名。

## 轨道参数
小行星129564的轨道半长轴为400 080 411 km，2.6743343 UA，离心率为0.080。